# Pallenopsis fluminensis
Pallenopsis fluminensis är en havsspindelart som först beskrevs av Krøyer, H. 1844.  Pallenopsis fluminensis ingår i släktet Pallenopsis och familjen Phoxichilidiidae. Inga underarter finns listade i Catalogue of Life.